# Podoxymys roraimae
Podoxymys roraimae é uma espécie de roedor da família Cricetidae. É a única espécie do género Podoxymys.
Pode ser encontrada na Guiana, Venezuela e Brasil.